# Korres P4
Der Korres P4 ist ein Prototyp des griechischen Ingenieurs Dimitris Korres, der 2014 vorgestellt wurde. Ziel war es, einen Sportwagen zu bauen, der auch schweres Gelände bewältigen kann. Dies wird unter anderem über Allradantrieb und eine patentierte Fahrwerkskonstruktion mit einer auch während der Fahrt um bis zu 50 Zentimeter veränderbaren Bodenfreiheit realisiert. Das Fahrzeug wurde bereits im Juni 2013 ohne Karosserie, also vor Fertigstellung, in Athen präsentiert.

## Technik

### Antrieb
Der Sportwagen ist mit einem Siebenliter-V8-Motor aus der Corvette C6 Z06 ausgestattet, der 371 kW (505 PS) leistet; sein maximales Drehmoment beträgt 637 Nm. Damit beschleunigt der Wagen in 3,8 Sekunden von null auf 100 km/h. Die Höchstgeschwindigkeit liegt bei 300 km/h. Dem Sechsganggetriebe ist ein Verteilergetriebe mit drei Abstufungen nachgeschaltet, und zwar ein Overdrive für sparsame Straßenfahrt, eine direkte Übersetzung für den Sporteinsatz und eine kurze Übersetzung für den langsamen Geländebetrieb.

### Fahrwerk
Die Räder sind einzeln aufgehängt, die Achsen können verschränkt werden. Bei geringer Bodenfreiheit sind Federrate und Wankneigung eingeschränkt. Die Bremsen haben vorn einen Scheibendurchmesser von 362 mm und sechs Kolben, hinten einen Durchmesser von 343 mm und vier Kolben.

### Technische Daten
|                            | Korres P4 V8                                                               |
| Motorkenndaten             |                                                                            |
| Motortyp                   | V8-Ottomotor                                                               |
| Hubraum                    | 7011 cm³                                                                   |
| Verdichtungsverhältnis     | 11,0 : 1                                                                   |
| max. Leistung bei min−1    | 371 kW (505 PS) / 6300                                                     |
| max. Drehmoment bei min−1  | 637 Nm / 4800                                                              |
| Kraftübertragung           |                                                                            |
| Antrieb, serienmäßig       | Allradantrieb                                                              |
| Getriebe serienmäßig       | 6-Gang-Schaltgetriebe mit nachgeschaltetem, dreistufigen Verteilergetriebe |
| Messwerte                  |                                                                            |
| Höchstgeschwindigkeit      | 300 km/h                                                                   |
| Beschleunigung, 0–100 km/h | 3,8 s                                                                      |
| Leergewicht                | 1600 kg                                                                    |

Als Kaufpreis waren 230.000 Euro vorgesehen.